# Бауги

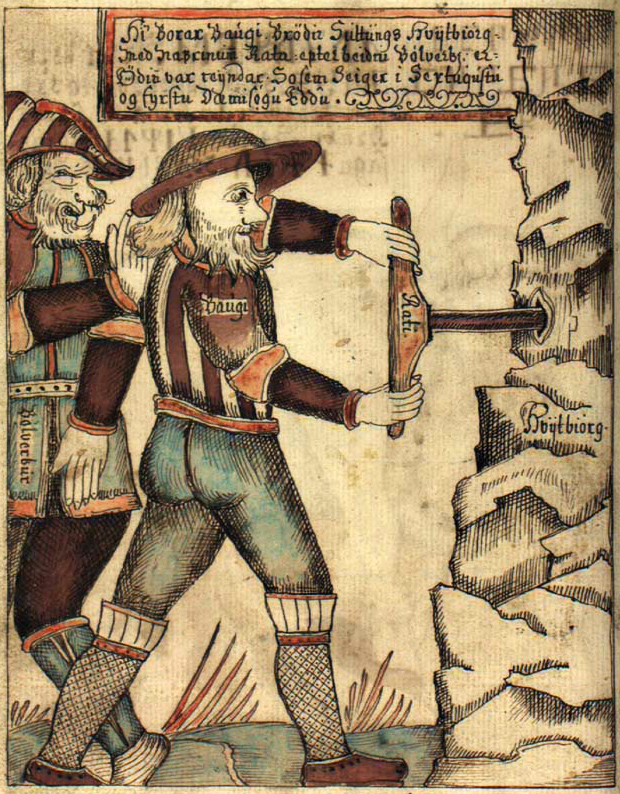
Один и Бауги

Бауги — великан, брат Гуттунга, сын Гиллинга. Упоминается в легенде о «мёде поэзии».
Один хитростью перессорил слуг Бауги и те поубивали друг друга. Затем Один, представившись Больверком, предложил Бауги работать вместо них целое лето, потребовав вместо оплаты помощь в добыче «мёда». Когда Один отработал положенный срок, Бауги отвёл аса к горе, в которой находилась пещера со спрятанным напитком. Они должны были поделить «мёд» пополам, но Один обманул Бауги (а затем и охранявшую напиток Гуннлед) и забрал всё себе.